# Holkham Hall
Holkham Hall est une grande maison de campagne du XVIIIe siècle, située à côté du village de Holkham, sur la côte nord du comté de Norfolk en Angleterre. Elle a été construite dans le style néo-palladien pour Thomas Coke, comte de Leicester, par l'architecte William Kent, aidé de Richard Boyle.
Elle est depuis 2015 dirigée par Thomas Coke, 8e comte de Leicester.

## Construction
Holkham Hall est construit pour le comte de Leicester Thomas Coke. Celui-ci est né en 1697. Le 21 août 1712, le jeune Thomas Coke entama un Grand Tour à travers l’Europe qui devait durer jusqu'en juin 1718. Il fait alors deux rencontres déterminantes en Italie ; d’une part l’aristocrate et architecte Lord Burlington, chef de file du néo-palladianisme anglais, et d’autre part l’architecte et paysagiste William Kent. C’est lors de cette période que nait le projet de Holkham Hall. Il réunit pendant ces six années une importante collection d’antiquités, de peintures, de dessins et de gravures. William Kent négocia pour lui une partie de ces achats. La nouvelle demeure construite à la place de la maison familiale pourrait ainsi  refléter son admiration pour les villas palladiennes et lui permettre d’accueillir sa collection.

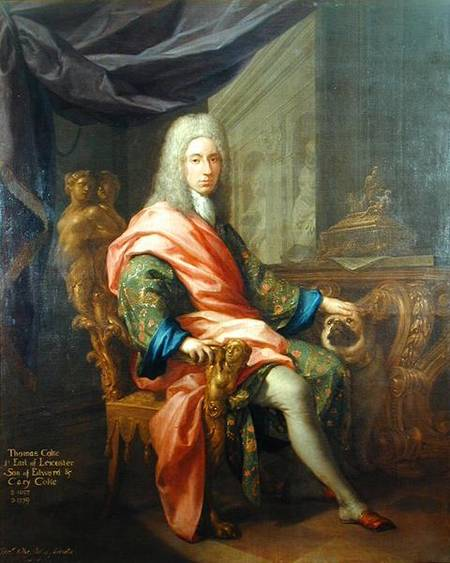
Le comte de Leicester Thomas Coke.
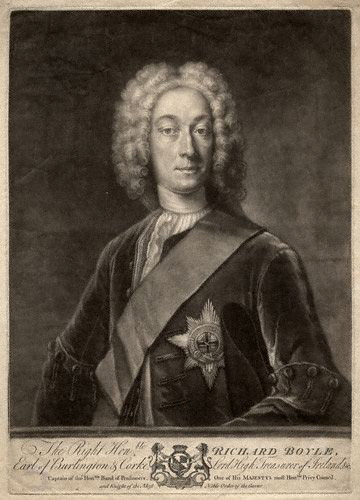
Lord Burlington
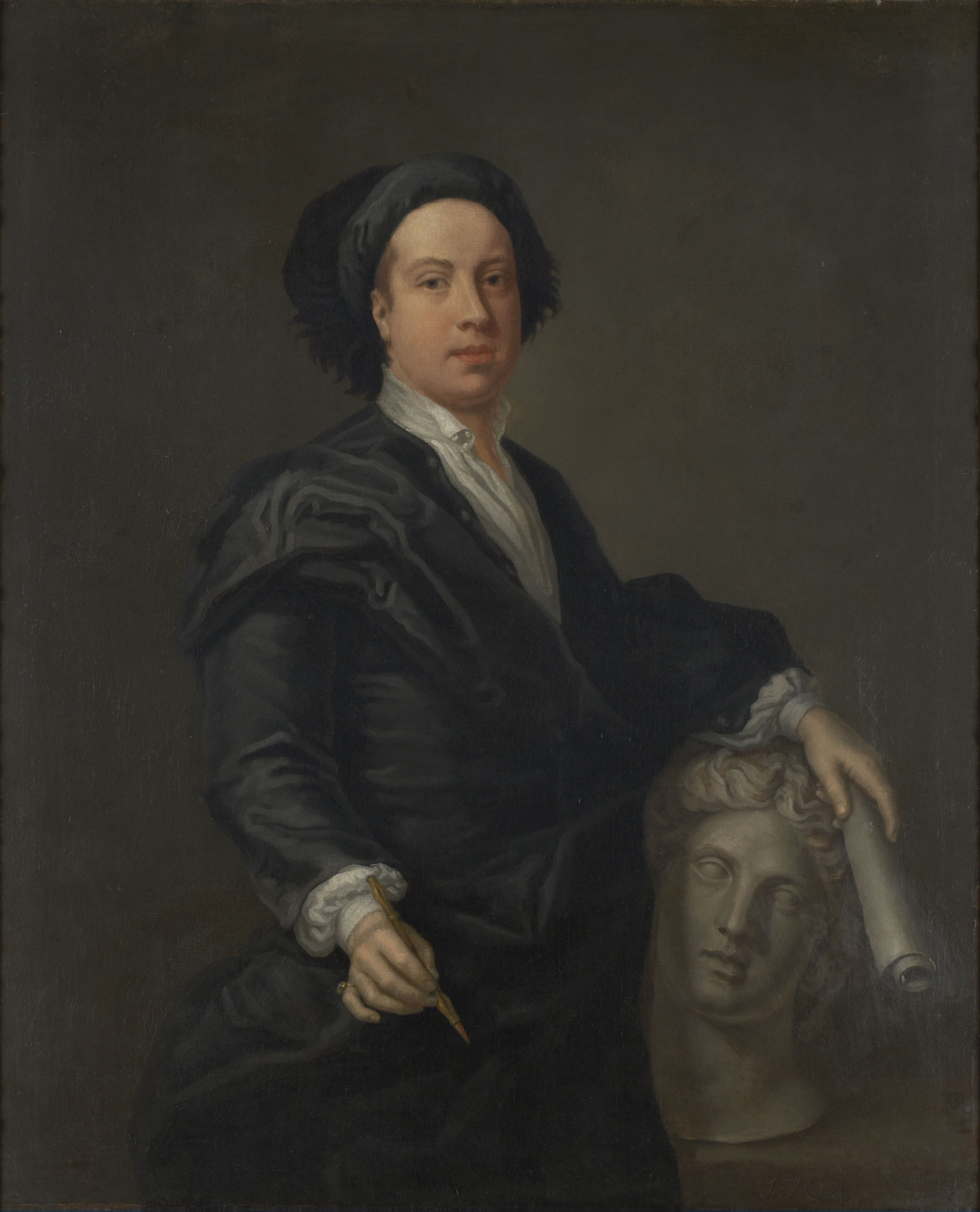
William Kent

À son retour en Angleterre, Thomas Coke passe son temps à chasser, boire et jouer. Les projets de Thomas Coke sont aussi retardés par ses difficultés financières. Lors du krach boursier de 1720, il perd 37 928 livres dans l’effondrement des actions de la South Sea Company. Les travaux de construction de la maison commencent seulement en 1734 et ne vont s’achever que trente ans plus tard, en 1764. Les plans ont été conçus par William Kent, en collaboration avec Thomas Coke lui-même et Richard Boyle, duc de Burlington. William Kent meurt en 1748, Lord Burlington en 1753. Thomas Coke, devenu comte de Leicester en 1744, meurt quant à lui en 1759, soit cinq ans avant la fin des travaux. Matthew Brettingham supervise la fin des travaux. Ce dernier publie en 1764 — sous son seul nom — un recueil des plans d’Holkham Hall : The Plans, Elevations and Sections of Holkham Hall in Norfolk.

## Style

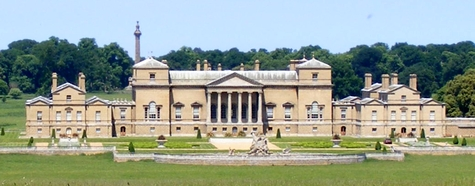
Holkham Hall, façade sud.

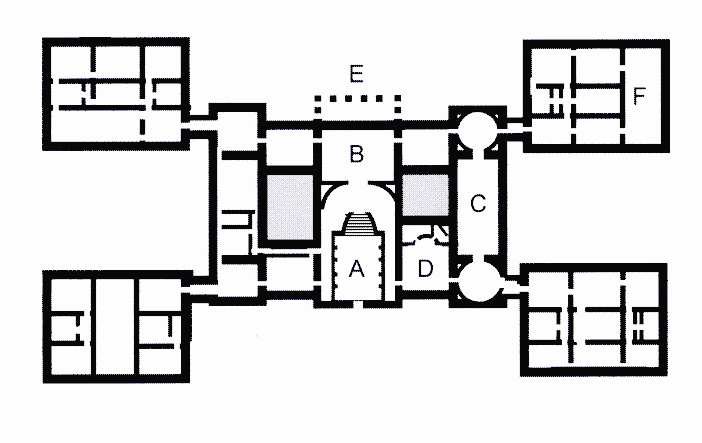
Plan simplifié du piano nobile de Holkham Hall.

Le style palladien est admiré par les whigs, dont Thomas Coke, qui cherchaient à s'identifier aux Romains. Kent conçoit l'apparence de la bâtisse. Il s'inspire de la villa restée à l'état de projet, la villa Mocenigo, conçue par Andrea Palladio. Les plans de celle-ci apparaissent dans l'ouvrage I Quattro Libri dell'Architettura. Kent y apporte des modifications lorsqu'il réalise ceux de Holkham Hall.
Ces plans se caractérisent notamment par un large bloc central de deux niveaux. À l'étage du piano nobile « étage noble », on trouve une série d'appartements d'état situées autour de deux cours intérieurs. celles-ci ont une fonction architecturale plus que récréative ; elles sont prévues pour apporter de la luminosité. Le bloc central est ensuite flanqué de quatre ailes rectangulaires. Celles-ci sont liées au corps central par de petites ailes d'une baie sur deux niveaux.

### Extérieur

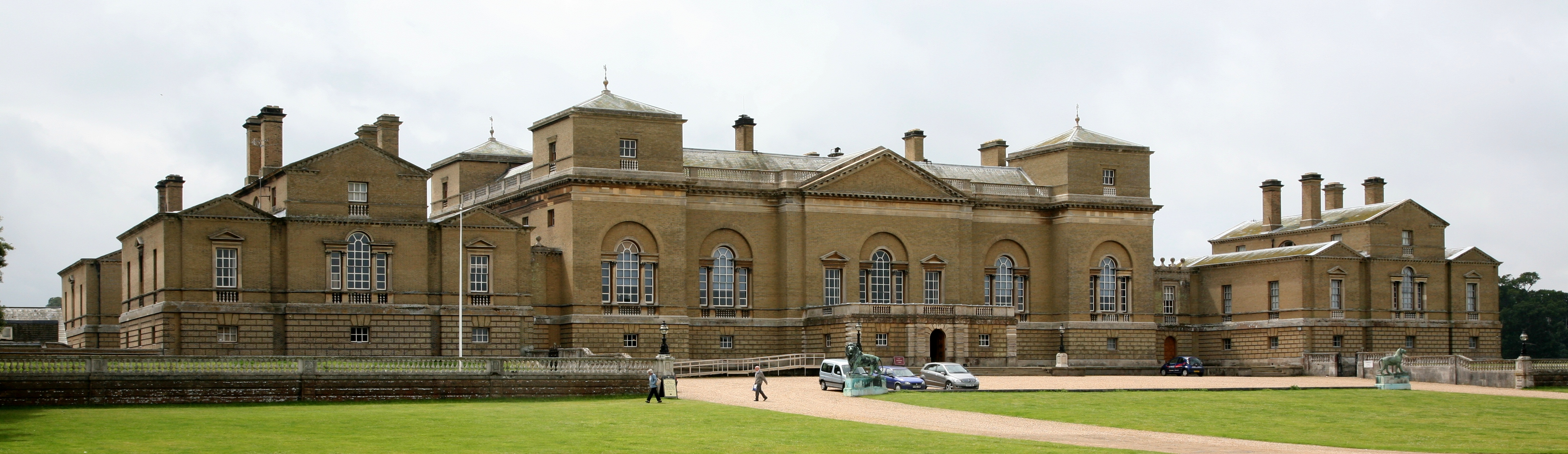
Façade nord.

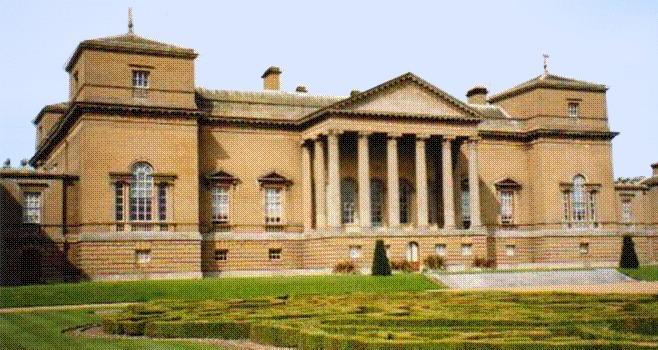
Façade sud.

La façade principale, orientée vers le sud, est longue de 104.9 mètres. Son austérité est cassée par un portique de six colonnes. Le bloc central est terminé de chaque côté par une partie légèrement avancée contenant une fenêtre vénitienne. Elle est surmontée par une tour carrée d'un étage couvert par un toit pyramidal similaire à ceux employé par Inigo Jones pour la Wilton House un siècle auparavant. Aussi un portique quasi identique fut aussi imaginé par Jones et Isaac de Caus pour cette même demeure mais il ne fut jamais réalisé.
Les ailes flanquées abritent les services et les pièces secondaires. La famille loge dans celle du sud-ouest et les invités dans celle du nord-ouest. La chapelle se trouve dans l'aile sud-est et les cuisines au nord-est. Chaque aile est extérieurement identique aux autres.